# Искушение (фильм, 1948)
«Искушение» (яп. 誘惑 ю:ваку) — японский чёрно-белый фильм-мелодрама режиссёра Кодзабуро Ёсимуры, вышедший на экраны в 1948 году. Фильм номинировался на кинопремию журнала «Кинэма Дзюмпо», однако по результатам голосования занял лишь 12 место.

## Сюжет
Действие происходит в первые годы после окончания Второй мировой войны. Скорбя на могиле недавно умершего отца, Такако встречает Рюкити Ядзиму. Он был одним из учеников её отца, сейчас же он женат, имеет двоих детей, а преподавательскую деятельность давно забросил, посвятив себя политической карьере. Такако и Рюкити вместе решают вернуться в Токио. Остановившись на ночлег в небольшой гостинице, им приходится лечь в одну постель, так как свободных номеров не оказалось.
Вернувшись в студенческое общежитие в Токио, Такако узнаёт, что арестован её сокурсник Такэда. Его обвиняют в спекуляции продуктами на чёрном рынке. Рюкити предлагает свою помощь Такэде на судебном процессе и просит Такако переехать из общежития в его дом. Такако становится горничной и нянькой, заботясь о детях Рюкити, пока их мать Токиэ борется с болезнью в санатории на побережье в Камакура. Влечение Такако и Рюкити друг к другу, в конце концов, разгорается, но во время их признания они будут застигнутыми врасплох приехавшей из санатория Токиэ.
Токиэ из ревности говорит резкие слова влюблённым. Такако возвращается в общежитие, где собирающийся бросить университет Такэда, зовёт её с собой на его малую родину и делает девушке предложение. Такако даёт своё согласие, и они договариваются о встрече на следующее утро на вокзале. Тем временем Такако вызывают к умирающей Токиэ, которая обращается к молодой девушке с просьбой позаботиться после её смерти о детях. В заключительных сценах фильма Такако приходит на вокзал, чтобы проститься с Такэдой, прося у него прощения, ибо она возвращается к Рюкити и его детям.

## В ролях
- Сэцуко Хара — Такако Хитоми
- Син Сабури — Рюкити Ядзима
- Харуко Сугимура — Токиэ
- Наоми Ёсиока — Наоко, дочь Рюкити
- Юити Коно — Хидэо, сын Рюкити
- Акира Ямаути — Такэда
- Тайдзи Тонояма — Симидзу
- Тиёко Фумия — Харуэ
- Такаси Канда — однопартиец Рюкити Ядзимы
- Сэйдзи Нисимура — Хаясибара

## Премьеры
Япония — национальная премьера фильма состоялась 25 февраля 1948 года.